# Калантар Аветіс Айрапетович
Аветіс Айрапетович Калантар (вірм. Ավետիս Հայրապետի Քալանթար;13 вересня 1859, Еріванська губернія — 28 листопада 1937, Єреван) — дослідник в галузі тваринництва та молочної справи. Засновник Вологодського молочного інституту, професор, заслужений діяч науки і техніки РРФСР.

## Життєпис
Народився 13 вересня 1859 року в селі Верхні Акуліси Нахічеванського повіту Ериванської губернії в сім'ї сільського вчителя. У 1882 році закінчив Петровську землеробську і лісову академію у Москві.
У Едимоновській школі молочного господарства познайомився та затоваришував з «батьком вологодського масла» Миколою Верещагіним. На останньому курсі академії написав працю «Склад деяких російських сирів», в якій вперше запропонував застосовувати методи хімічного контролю.
У 1889 році керував створенням проекту вищого навчального закладу з молочного господарства Видав перший в країні спеціальний журнал «Молочне господарство». 
В 1890 році був призначений при Департаменті землеробства і сільської промисловості старшим спеціалістом з молочного господарства та скотарства. На цій посаді заснував кілька десятків молочногосподарських шкіл. У 1911 році сприяв початку будівництва Молочногосподарського інституту близько Вологди.

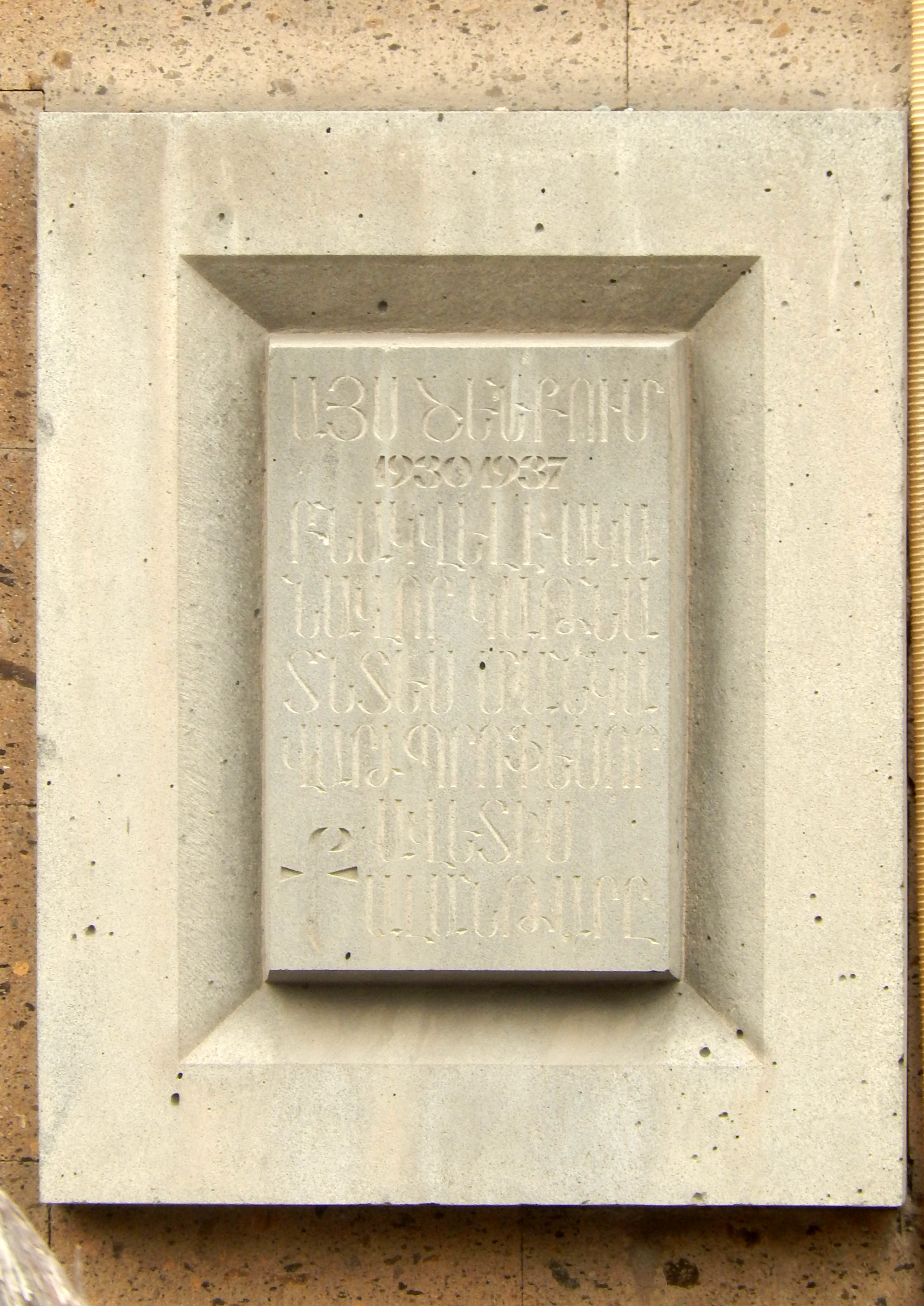

У 1903-1914 роках брав участь у всіх міжнародних конгресах з молочної справи, був постійним членом Міжнародної молочної федерації.
У 1919-1922 роках очолював дослідну станцію техніки переробки молока у Вологодському молочно-господарському інституті та кафедру організації молочної справи. У 1920 році отримав звання професора. З 1921 по 1929 рік керував кафедрою молочного господарства в Московській сільськогосподарській академії ім. К. А. Тімірязєва.
У 1923 році працював очільником управління тваринництва Наркомзему РРФСР. У 1930 переїхав до Вірменської РСР, де заснував кафедру молочної справи.
Помер 28 листопада 1937 року.

## Твори
Опублікував понад 100 робіт, книг і брошур. Найбільш відомий посібник «Загальнодоступне керівництво по молочному господарству» (1903) пережив 9 видань і був відомим серед фахівців і практиків з молочного господарства.
- «К вопросу о производительности русского скота» (1880)
- «Охлаждение и пастеризация молока для хранения его от порчи и улучшения качества масла» (1892)
- «Сгущение и стерилизация молока и сливок» (1897)
- «Плесень масла и борьба с нею» (1926)

## Видавнича діяльність
Аветис Калантар брав участь як видавець чи редактор випуску журналів:
- «Шкільне Господарство»
- «Хлібороб»
- «Господар»
- «С.х. освіта»
- «Північне господарство»
- «Бібліотека хлібороба»